# Homostola
Homostola Simon, 1892 è un genere di ragni appartenente alla famiglia Bemmeridae.

## Distribuzione
Le cinque specie oggi note di questo genere sono state rinvenute in Sudafrica.

## Tassonomia
Questo genere è stato trasferito dalla famiglia Ctenizidae Thorell, 1887, e considerato un sinonimo anteriore di Stictogaster Purcell, 1902, e di Paromostola Purcell, 1903, a seguito di un lavoro di Raven (1985a).
Di recente, a seguito del corposo lavoro dell'aracnologa Opatova et al., del 2020, il genere è stato trasferito alla famiglia Bemmeridae.
Dal 1985 non vengono rinvenuti esemplari di questo genere.
Attualmente, a dicembre 2020, si compone di cinque specie:
- Homostola abernethyi (Purcell, 1903) — Sudafrica
- Homostola pardalina (Hewitt, 1913) — Sudafrica
- Homostola reticulata (Purcell, 1902) — Sudafrica
- Homostola vulpecula Simon, 1892[2] — Sudafrica
- Homostola zebrina Purcell, 1902 — Sudafrica